# Ipomoea medium
Ipomoea medium là một loài thực vật có hoa trong họ Bìm bìm. Loài này được (Choisy) Vatke mô tả khoa học đầu tiên.